# 京都人の密かな愉しみ
『京都人の密かな愉しみ』（きょうとじんのひそかなたのしみ）は、NHK BSプレミアム『ザ・プレミアム』にて2015年（平成27年）1月から2017年（平成29年）5月まで不定期に放送されたテレビドラマ・ドキュメンタリー番組シリーズ。全5作。一見さんには分からない京都の生活文化の奥深さを、京都人の視点からドラマとドキュメンタリーを織り交ぜて描く。第32回ATP賞テレビグランプリ受賞作。
1作をパートごとに30分ずつ4分割した「短縮版」もNHK BSプレミアムで不定期に放送された。
2ndシーズンとなる『京都人の密かな愉しみ Blue 修業中』（きょうとじんのひそかなたのしみ ブルー しゅぎょうちゅう）が、2017年（平成29年）9月から2022年（令和4年）5月まで不定期に放送された。

## 概要
大学教授で京都の文化に関心の深いエドワードと、彼が今一番興味を持って「観察」している隣家の老舗和菓子屋若女将の間に広げられる邂逅や日々の生活を追う「メインドラマ」パートと、それに絡む「オムニバスドラマ」のパート、そして京都のおばんざいの作り方の実演や実際に京都で活躍している職人などを紹介する「ドキュメンタリー、情報」のパートで構成されている。
観光旅行では見えにくい京都の生活文化を地元民の視線から描いている。
またドラマの最後に付けられるフィクションを示す注記は通常「このドラマはフィクションであり、実在の場所/人物とは関係がありません」などの共通語が使われるが、この番組では「このドラマはフィクションどす 実在する京都人とは関係おへん おおきに」と京言葉で書かれている。
2ndシーズンとなる『京都人の密かな愉しみ Blue 修業中』では、作庭、陶芸、京料理などの分野で京都の伝統文化を継承しつつ自分なりの生き方を模索する若者たちの物語を描く。

## 登場人物

### メインドラマ
エドワード・ヒースロー
演 - 団時朗
洛志社大学の文化人類学教授。イギリスヨークシャー出身。独身。京都に移住して10年ほど経っている。京都の、それも観光旅行では見えにくい内面の文化に興味がある。それらを体現していると思われる和菓子屋の若女将に関心を持ち、一歩間違えばストーカーまがいに尾行したりもしている。イギリスで許婚となったエミリー・コッツフィールドに京都の自宅を探しあてられ、同居をしはじめたため家出（「冬」編）、逃亡先の丹後で行脚修行中の清哲と遭遇、「月夜の告白」編では清哲の取り成しで興聖寺の客人となり、寺男のような役割をしている。最後のシーンで出家姿（「桜散る」編で明らかになるが、龍仁老師の入れ知恵による嘘の出家だった）になり、エミリーのいる自宅を訪ね、決着を付けようとする。しかし、逆にエミリーの怒りをかって失敗し、興聖寺に逆戻りする羽目になる。｢桜散る編｣で興聖寺を訪ねた三八子と遭遇、彼女のアドバイスで意を決して帰宅することに。甘い物、とりわけあんこが苦手。
沢藤三八子
演 - 常盤貴子
エドワードの住まいの隣にある老舗和菓子屋「久楽屋春信（くらやはるのぶ）」の若女将で跡取り娘。美人だが浮いた噂はまったくなく、母親が持ってくる数多くの見合い話を断り続けている。その理由は長く明かされなかったが、「月夜の告白」編で父の遺言に従って清哲に後を嗣がせようとしていることが原因であることが分かった。跡取り娘として数多くのお稽古事などに追われ、友人とも遊べない寂しい青春時代を過ごし（「月夜の告白」編）、清哲も後を嗣いでくれないため、人生の幸せを見失いかけている。フランスに思い人がいるが、既婚者だったため結婚を諦めていた。しかし「桜散る」編で、相手の妻が亡くなっていたことが分かり話が急展開、結局パリに向かい結婚することになった。
沢藤鶴子
演 - 銀粉蝶
「久楽屋春信」の女将（8代目）で三八子の母。なかなか結婚に踏み切らない娘に手を焼いているが、彼女自身も跡取り娘で婿養子を迎えていたことが「夏」編で明らかにされた。更に「月夜の告白」編では娘に迷惑を掛けないため自分の代で店の廃業を考えていることが明らかになった。清哲の存在はまったく知らないが、「夏」編で宇治のお茶問屋に挨拶周りした後に、興聖寺に向かう清哲を偶然見かけ、亡夫（辰春）の目元とよく似ていると感じ、察する所がある様子である。京都市上京区生まれの生粋の「京都人」だが「鉄輪の井戸」のことを知らずにエドワードに教えてもらうなど抜けたところがある。
清哲
演 - 深水元基
エドワードが「三八子の密かな恋の相手」と見ていた謎の托鉢僧。当初役名は「雲水はん」とだけ表示されていた。「夏」編で実は三八子の亡父（辰春）が祇園の芸妓との間に儲けていた隠し子であることが明らかとなった。司法試験にも合格した秀才だが、自分の生母の死をきっかけに興聖寺で出家し、久楽屋を継いで欲しいと迫る三八子の願いを断り続けている。本名は堂辻悟。
エミリー・コッツフィールド
演 - シャーロット・ケイト・フォックス（心の声 - 友近）
洛志社大学の言語学教授。イギリスヨークシャー出身。独身。「夏」編の最後のシーンで、突如夜中にエドワードの家にやってきた女性。「冬」編において、実はエドワードの親子ほど年の離れた許婚であり、彼女を避けて故郷を捨てたエドワードを追いかけ、京都へ来たことが明らかとなった。基本的に京都は好きではなく、京都の文化や人となりを熟知し表向きはそつなく過ごす一方で、内心では毒舌を吐いている。家出したエドワードの不在が続くため、心中おだやかでなくカラオケしたり、毎日のように酒を飲んでいる。「桜散る」編のラストで、パリへ行った三八子の代わりに久楽屋の下宿人となり、鶴子と仲良くしていたり、京都人独特の言い回しを披露するなど、すっかり京都に馴染んでいる様子が描かれた。
一色龍仁
演 - 伊武雅刀
「冬」編から登場した興聖寺の老師。清哲の師匠。失明しているふりをして相手の様子を観察する変わり者として知られる。しかしかなりの事情通で、エドワードに金髪の同居人がいることも既に知っている。清哲の行脚修行中に訪ねてきた沢藤鶴子に対して清哲と面会するのをやめるよう諭した（「冬」編）。
沢藤辰春
演 - 峰蘭太郎
沢藤三八子、清哲の父、鶴子の夫（婿養子）。故人。遺言で三八子だけに清哲の存在を明かし、また清哲に後を嗣がせたい希望を伝える。三八子が思いを寄せていた菓子職人の三上が既婚者だったため、パリに開店した虎屋に飛ばしたこともある。存命中は女遊びと着道楽で、祇園で「きざ辰」と呼ばれた洒落者。
繁野順
演 - 森永悠希
エミリーのゼミに参加している洛志社大学文学部4回生。京都の老舗豆腐店の孫。
繁野の祖父
演 - 芦屋小雁
三上驍
演 - 石丸幹二
かつて久楽屋晴信で一番の腕をもっていると言われた菓子職人。三八子が思いを寄せていたが、当時既婚者だったため、心配した辰春によって虎屋のパリ店に飛ばされてしまう。妻は7年前にガンで死去しているが周囲には隠していた。ちなみに「桜散る」編の予告では背中のシルエットのみが登場し、正体は放送直前まで伏せられていた。
たま春
演 -  湖条千秋
清哲の母。かつては祇園の芸妓だった。
石原茂
演 - いわすとおる
久楽屋春信の職人頭。
番頭はん
演 - 木村康志
久楽屋春信の番頭。
山田誠一
演 - 永沼伊久也
エミリーのゼミに参加している洛志社大学文学部4回生。
その他
松島紫代、周防ゆう、池田琴弥、神山繁、納富有沙

### オムニバスドラマ

#### 「わたしの大黒さん」
一柳美里
演 - 中村ゆり
ヒースローの教え子。京都市東山区出身で、立岩電機総務部に勤める。名刹泉涌寺雲龍院の一人娘という立場ゆえに縁遠くなってしまっている。
村上晃
演 - 福士誠治
神奈川県藤沢市出身。立岩電機営業本部に勤め、美里に好意を寄せる。
一柳夕子
演 - 丘みつ子
美里の母。
かなちゃん
演 - 川崎亜沙美
美里の親友。西教寺の跡取り娘。
その他
や乃えいじ、井上剛、松崎碧梨

#### 「煎茶の深情け」
山崎太一
演 - 泉澤祐希
洛志社大学国際文化学部3回生。ヒースローゼミのゼミ生。東京都墨田区出身。下宿先の大家が来客に「ぶぶ漬けでもどないどす？」と本当に言うかどうか試そうとする。
立花里佳
演 - 松永渚
洛志社大学国際文化学部3回生。ヒースローゼミのゼミ生。京都市下京区出身で、仏壇塗師の家の娘。太一の試みに付き合わされる。
佐々木
演 - 宮田圭子
太一の下宿先の大家。

#### 「桐タンスの恋文」
辻純正
演 - 林遣都
洛志社大学文学部4回生。京都市左京区出身。大学に通いつつ家業の洗い屋を手伝っている。小説の編集者になる夢を持ち、志望した東京の出版社から内定をもらうが、家業を継がずに京都から出ていくことに後ろめたさも感じている。
柏木文香
演 - 谷村美月
洛志社大学法学部4回生で、純正の恋人。東京都文京区出身。両親から大学卒業後は東京に帰ることを条件に京都の大学に入ることを許してもらったため地元の法律事務所で働きながら司法試験に挑む心積もりであり、そのため純正の上京を期待している。
辻光一
演 - 石橋凌
純正の父。洗い職人で、洗い辻光の4代目。
辻佐千代
演 - 余貴美子
純正の母。
その他
朱花、園英子

#### 「真名井の女」
八神湧一
演 - 柄本佑
ヒースローゼミの1期生。八神鑿泉工業の4代目で専務。1年ほど前から小料理屋の美人女将に夢中になり、夜な夜な店に入り浸っている。
小料理屋の女将
演 - 中越典子
湧一が入れ込んでいる美人女将。店の近くの井戸で作業していた湧一の前に突然現れ、井戸を守ってくれているお礼がしたいと店に誘う。嫉妬深い発言で湧一を束縛しようとする。
まなちゃん
演 - 川島海荷
八神鑿泉工業の事務員。市比賣神社の宮司の紹介で入社してから1年ほどが経つ。気配り上手で社内の評判は高い。湧一のことを特に気にかけている。
八神龍太郎
演 - 上杉祥三
湧一の父。八神鑿泉工業の3代目で社長。最近様子がおかしい湧一のことを心配している。
その他
木内義一、城土井大智、松波千寿、松島紫代

#### 「木屋町 珈琲夢譚」
古田家・長男
演 - 眞島秀和
かつて天才的な茶道家と称されたが、今は木屋町御池を少し下がったところの路地でカウンター席だけの小さな喫茶店をやっている。
古田家・父
演 - 柄本明
茶道叢林流家元。長男が茶道界から去ってしまったことを惜しんで、その喫茶店に足繁く通う。特別な客人を迎えるときにしか使わない特別な井戸水を持参してそれでコーヒーを淹れてくれるよう頼むが、断られてしまう。
古田家・次男
演 - 中村倫也
茶道叢林流の若宗匠（次期家元）。兄が出ていったために苦労してなった医者を辞めて家に戻った。
住職
演 - 西田健
妙心寺天球院の住職。
その他
宇谷玲、小島澄晴、吉岡翔馬

#### 「えっちゃん」
早苗ちゃん（小久保〈旧姓篠田〉早苗）
演 - 戸田菜穂
30代半ばで一流商社の管理職になったエリート社員だったが、夫の希望でキャリアを捨てて専業主婦になったことを悔やんでいる。にもかかわらず自分勝手な理屈を振り回して再就職に反対する夫に愛想を尽かし、娘とふたり実家に帰ってくる。
えっちゃん（初芝悦子）
演 - 小沢真珠
学生時代の早苗にとって初めての親友だと思える友人だったが、大学卒業後は連絡を取り合っていない。
マスター（池上岳）
演 - 池田政典
京都の女子大生の間で人気ナンバーワンのケーキ店メゾン・ド・クレームのオーナーパティシエ。募集1名のアルバイト枠に学生時代の早苗と悦子が2人で応募してくる。
女子大生の早苗ちゃん
演 - 福田麻由子
洛志社大学の学生。京都市北区出身。第一志望の商社に就職が決まり上京する。
女子大生のえっちゃん
演 - 吉倉あおい
洛志社大学の学生。千葉県柏市出身。東京のアパレルメーカーに就職が決まっていたが、京都を離れがたい気持ちが強く、内定を辞退する。
その他
工藤堅太郎、三島ゆり子、井之上チャル、堀部由加里、田中里念、石井亜可理

#### 「月待ちの笛」
鵠沼待子
演 - 本上まなみ
古美術『雨月』を花街で遊び歩いてばかりの夫に代わって切り盛りしている。京都市左京区出身。
二宮聖
演 - 安藤政信
鴨川の河原で能管を吹いている、どこか影のある男。亡くした妻の面影を偶然知り合った待子に見る。京都市伏見区出身。
葉月
演 - 黒谷友香
宮川町の芸妓。京都市東山区出身。
鵠沼幸一郎
演 - 丸山智己
待子の夫。古美術『雨月』の3代目。京都市中京区出身。
謎の京都人
演 - 佐川満男
骨董の目利きで、さる人物に頼まれて遊びが過ぎる幸一郎を窘めるために『雨月』を訪ねる。
平沢
演 - 菅原大吉
幸一郎の遊び仲間。
豆月
演 - 山口瑞姫
宮川町の舞妓。

#### 「逢瀬の桜」
深山春霞
演 - 佐津川愛美
役者を目指すも燻っている劇団員。継母の形見の皿をフリマアプリに出品したことが発端となって、継母が多くを語らなかったその過去を知ることになる。
三隅佳谷
演 - 和田聰宏
陶芸家。同じく陶芸家で亡くなった父親の作品を蒐集している。春霞がフリマアプリに出品した形見の皿は、彼が長年探し続けていた父の作品だった。
深山さくら
演 - 高岡早紀
春霞の継母。自分自身について誰かに話したことがほとんどなかった。物語序盤で急死する。
深山俊彦
演 - 白井晃
春霞の父。仏師。さくらの形見の皿を春霞に半ば強引に持たせる。
三隅静谷
演 - 益岡徹
佳谷の父。有名な陶芸家で、晩年は桜の絵柄の作品ばかり作っていた。
古美術商
演 - 佐川満男
店を訪れた春霞に形見の皿の素性と価値を教える。
その他
雪代敬子、土佐和成、稲森明日香、村上慎太郎、諏訪雅、角田貴志、向井咲絵、飯島順子、淺井はな、木村風太

### その他
番組内でインタビューや調理の場面などに登場する人々
- 大原千鶴 - 料理研究家
- 松尾剛 - NHKアナウンサー
- 井上あさひ - NHKアナウンサー
- 冷泉貴美子 - 公家 上冷泉家 第二十五代当主 為人 夫人
- 井上八千代 - 京舞井上流 家元
- 辻本将雄 - 辻本洗工所
- 内藤幸子 - 桔梗利 内藤商店 店主
- 市橋佳奈 - 雲龍院 息女
- 田中彩美 - 西教寺 息女
- 土肥真司 - 永運院 住職
- 上林祥悟 - 上林鑿泉工業株式会社 会長
- 長谷川奈生 - 一文字家 和助 女将
- 馬場麻紀 - 黒染師
- 堀井哲也 - 京料理店 店主
- 小川雅史 - 庭師 十一代目 小川治兵衛
- 西川玄房 - 妙心寺東林院 住職
- 三上啓子 - わらべ歌 伝承者
- 大橋弌峰 - 有職人形司
- 榊原良明 - 神具職人 榊原神具店 三代目
- 榊原律恵 - 神具職人 榊原神具店 四代目
- 藤井真 - 池坊 華道教授
- 竹内弘 - 京料理 祇園 京柿 料理長
- 桑村祐子 - 料亭 女将
- 永松仁美 - アンティークショップ オーナー
- 小松華功 - 陶芸家
- 佐野藤右衛門 - 植藤 十六代目

### Blue 修業中

#### 主要人物
若林ケント幸太郎
演 - 林遣都
庭師見習い。
宮坂釉子
演 - 相楽樹（「送る夏」「祝う春」）（13歳：守殿愛生）
演 - 吉岡里帆（「祇園さんの来はる夏」「燃える秋」「門出の桜」）
陶芸家見習い。
松原甚
演 - 矢本悠馬（13歳：水野叶大）
板前見習い。
上町葉菜
演 - 趣里
パン職人見習い。
松陰鋭二
演 - 毎熊克哉
農家見習い。

#### 植美
十五代目 美山清兵衛
演 - 石橋蓮司
作庭家。幸太郎の師匠。
小島陽三郎
演 - 井之上チャル
先輩庭師。

#### 羊山窯
宮坂羊山
演 - 本田博太郎
右京区嵯峨野に「御室焼窯元 羊山窯」を構える陶芸家。釉子の父で師匠。
宮坂典子
演 - 宮田圭子
釉子の母。
甲田恵介
演 - 田中幸太朗
先輩職人。

#### 萩坂
萩坂唯子
演 - 高岡早紀
東山区高台寺門前の料亭「萩坂」の女将。元芸妓の梅清。
伊原兆治
演 - 岡田浩暉
「萩坂」の板長。甚の師匠。
萩坂富実夫
演 - 波岡一喜
「萩坂」の四代目。失踪中。
萩坂巳代治
演 - 品川徹
「萩坂」の三代目。療養中。

#### 玉井パン
玉井利夫
演 - 甲本雅裕
西陣の「玉井パン」店主。葉菜の師匠。

#### 農家
松陰タエ
演 - 江波杏子
左京区大原で京野菜を育てる農家。鋭二の祖母で師匠。

#### その他
上町光治
演 - 上杉祥三
西陣の「染上染工所」社長。葉菜の父。
上町民恵
演 - 楠見薫
葉菜の母。
松原信
演 - 松澤一之
下京区綾小路室町の「京漬物 松長」店主。甚の父。
松原良子
演 - 西村頼子
甚の母。
松原智
演 - 石田剛太
甚の兄。
若林志保
演 - 秋山菜津子
中京区御所南の「Bar Forest Down」店主。幸太郎の母。
杉下民蔵
演 - 浅野和之
高校教師。「Bar Forest Down」の客。
エドワード・ヒースロー
演 - 団時朗
洛志社大学教授。「Bar Forest Down」の客。
沢藤鶴子
演 - 銀粉蝶
室町の和菓子屋「久楽屋春信」の女将。「Bar Forest Down」の客。
鴨沢瀬里
演 - 西田尚美
ビストロ「プティ・エトワール」のシェフ。
梅春
演 - 中村彩実
宮川町の芸妓。
梅福
演 - 河原琳花
宮川町の舞妓。
下嶋
演 - 楠雄二朗
富実夫の友人。
若い女
演 - 浜名綾子
富実夫の浮気相手。

#### ドキュメンタリー
- 大原千鶴 - 料理研究家
- 松尾剛 - NHKアナウンサー
- 松浦剛 - 庭師（送る夏）
- 田中稔彰 - 老舗漬物屋 七代目（送る夏）
- とし真菜、とし夏菜 - 芸妓（祝う春）
- 千賀遥 - 舞妓（祝う春）
- 小林健吾 - パンメーカー 製パン部長（祝う春）
- 松井薫 - 四条木屋町にある創業300年の老舗料理屋の十三代目女将（祝う春）
- 佐藤弘樹 (ラジオパーソナリティ) - 英語講師

## スタッフ
京都人の密かな愉しみ
- 演出・脚本 - 源孝志
- 音楽 - 阿部海太郎
- エンディングテーマ - 武田カオリ「京都慕情」
- 京料理指導 - 大原千鶴
- 茶道監修 - 藪内燕庵
- 和菓子監修・茶道監修（「月夜の告白」） - 石原義清
- 京ことば指導 - あきやまりこ
- 英語指導 - フェリシティ グリーンランド
- 語り - 伊東敏恵、井上あさひ
- プロデューサー - 豊田研吾、妹尾啓太
- 制作統括 - 牧野望、伊藤純、源孝志
- 制作 - NHKエンタープライズ
- 制作著作 - NHK、オッティモ

京都人の密かな愉しみ Blue 修業中
- 演出・脚本 - 源孝志
- 音楽 - 阿部海太郎
- エンディングテーマ -JUON(FUZZY CONTROL)「北山杉」（作詞：下条薫、作曲：山本勝）
- 料理監修 - 大原千鶴
- 会席料理監修 - 辻調理師専門学校
- 京ことば指導 - あきやまりこ
- 踊り指導 - 花柳双子
- 造園指導 - 松浦剛、津田幸広
- パン作り指導 - 増野正行
- 陶芸指導 - 林淳司
- 英語指導 - ヘンリー・ファウラー
- アクション指導 - 中村健人
- 雛人形監修 - 大橋弌峰
- 語り - 伊東敏恵、笠井美穂（「燃える秋」）
- プロデューサー - 川崎直子、石崎宏哉
- 制作統括 - 牧野望、伊藤純、源孝志
- 制作 - NHKエンタープライズ
- 制作著作 - NHK、オッティモ

## 放送日程
初回放送は2時間番組。その後、30分ごと4編の「短縮版」に再編集され、それぞれに編名が付いた。
京都人の密かな愉しみ
| 放送回 | 放送日         | タイトル                                         | オムニバスドラマ                                                  | 備考     |
| ------ | -------------- | ------------------------------------------------ | ----------------------------------------------------------------- | -------- |
| 1      | 2015年01月03日 | 京都人の密かな愉しみ                             | 其の一 わたしの大黒さん 其の二 煎茶の深情け 其の三 桐タンスの恋文 | [注釈 2] |
| 1      | 2015年02月10日 | 京都人の密かな愉しみ「京都人の作法 編」          | （煎茶の深情け）                                                  | 短縮版   |
| 1      | 2015年02月11日 | 京都人の密かな愉しみ「縁結び 編」                | （わたしの大黒さん）                                              | 短縮版   |
| 1      | 2015年02月12日 | 京都人の密かな愉しみ「秋から冬の味覚 編」        |                                                                   | 短縮版   |
| 1      | 2015年02月13日 | 京都人の密かな愉しみ「代替わり 編」              | （桐タンスの恋文）                                                | 短縮版   |
| 2      | 2015年08月15日 | 京都人の密かな愉しみ 夏                          | 其の一 真名井の女 其の二 木屋町 珈琲夢譚                          |          |
| 2      | 2015年11月21日 | 京都人の密かな愉しみ 夏「わけありな夏 編」       |                                                                   | 短縮版   |
| 2      | 2015年11月28日 | 京都人の密かな愉しみ 夏「怪談 編」               | （真名井の女）                                                    | 短縮版   |
| 2      | 2015年12月12日 | 京都人の密かな愉しみ 夏「夏の味覚 編」           |                                                                   | 短縮版   |
| 2      | 2015年12月19日 | 京都人の密かな愉しみ 夏「水の美学 編」           | （木屋町 珈琲夢譚）                                               | 短縮版   |
| 3      | 2016年03月19日 | 京都人の密かな愉しみ 冬                          | 京都人物語 えっちゃん                                             |          |
| 3      | 2016年03月30日 | 京都人の密かな愉しみ 冬「わたしは京都が嫌い 編」 |                                                                   | 短縮版   |
| 3      | 2016年03月30日 | 京都人の密かな愉しみ 冬「冬の味覚 編」           |                                                                   | 短縮版   |
| 3      | 2016年03月31日 | 京都人の密かな愉しみ 冬「京都人の本音 編」       |                                                                   | 短縮版   |
| 3      | 2016年03月31日 | 京都人の密かな愉しみ 冬「鴨川 冬の岸辺 編」      | （えっちゃん）                                                    | 短縮版   |
| 4      | 2016年11月05日 | 京都人の密かな愉しみ 月夜の告白                  | 京都人物語『月待ちの笛』                                          |          |
| 4      | 2017年03月07日 | 京都人の密かな愉しみ「月と京都人 編」            | （月待ちの笛）                                                    | 短縮版   |
| 4      | 2017年03月08日 | 京都人の密かな愉しみ「月待ち 編」                | （月待ちの笛 続き）                                               | 短縮版   |
| 4      | 2017年03月09日 | 京都人の密かな愉しみ「後の名月 編」              |                                                                   | 短縮版   |
| 4      | 2017年03月14日 | 京都人の密かな愉しみ「月と菊とごちそう 編」      |                                                                   | 短縮版   |
| 5      | 2017年05月13日 | 京都人の密かな愉しみ 桜散る                      | 京都人物語 逢瀬の桜                                               |          |
| 5      | 2017年08月03日 | 京都人の密かな愉しみ「甘くて苦い春の味 編」      |                                                                   | 短縮版   |
| 5      | 2017年08月04日 | 京都人の密かな愉しみ「ごきんとはんな関係 編」    |                                                                   | 短縮版   |
| 5      | 2017年08月07日 | 京都人の密かな愉しみ「逢瀬の桜 編」              | （逢瀬の桜 前編）                                                 | 短縮版   |
| 5      | 2017年08月08日 | 京都人の密かな愉しみ「桜の皿の秘密 編」          | （逢瀬の桜 後編）                                                 | 短縮版   |

京都人の密かな愉しみ Blue 修業中
| 放送回 | 放送日         | タイトル                                                                         | 備考   |
| ------ | -------------- | -------------------------------------------------------------------------------- | ------ |
| 1      | 2017年09月30日 | 京都人の密かな愉しみ Blue 修業中 送る夏                                          |        |
| 1      | 2018年01月30日 | 京都人の密かな愉しみ Blue 修業中（1）「ボクらの師匠編」                          | 短縮版 |
| 1      | 2018年01月31日 | 京都人の密かな愉しみ Blue 修業中（2）「ボクらの悩み編」                          | 短縮版 |
| 1      | 2018年02月01日 | 京都人の密かな愉しみ Blue 修業中（3）「京都人の好きなもの編」                    | 短縮版 |
| 1      | 2018年02月02日 | 京都人の密かな愉しみ Blue 修業中（4）「送る夏」                                  | 短縮版 |
| 2      | 2018年04月14日 | 京都人の密かな愉しみ Blue 修業中 祝う春                                          |        |
| 2      | 2018年07月31日 | 京都人の密かな愉しみ Blue 修業中1「節分の鬼 立春のアホ」編                       | 短縮版 |
| 2      | 2018年08月01日 | 京都人の密かな愉しみ Blue 修業中2「ひな祭りと京男」編                            | 短縮版 |
| 2      | 2018年08月02日 | 京都人の密かな愉しみ Blue 修業中3「パン娘と山菜男」編                            | 短縮版 |
| 2      | 2018年08月03日 | 京都人の密かな愉しみ Blue 修業中4「私の悩みは梅の花」編                          | 短縮版 |
| 3      | 2019年08月17日 | 京都人の密かな愉しみ Blue 修業中 祇園さんの来はる夏                              |        |
| 3      | 2020年01月17日 | 京都人の密かな愉しみ Blue 修業中「祇園さんの来はる夏(1) 粽(ちまき)ものがたり編」 | 短縮版 |
| 3      | 2020年01月24日 | 京都人の密かな愉しみ Blue 修業中「祇園さんの来はる夏(2) 祇園囃子が聞こえる編」   | 短縮版 |
| 3      | 2020年01月31日 | 京都人の密かな愉しみ Blue 修業中「祇園さんの来はる夏(3) 祇園祭のカレンダー編」   | 短縮版 |
| 3      | 2020年02月07日 | 京都人の密かな愉しみ Blue 修業中「祇園さんの来はる夏(4) 祇園祭は恋の季節編」     | 短縮版 |
| 4      | 2021年01月30日 | 京都人の密かな愉しみ Blue 修業中 燃える秋                                        |        |
| 4      | 2022年09月19日 | 京都人の密かな愉しみ Blue 修業中「燃える秋(1)〜恋の便利屋編」                    | 短縮版 |
| 4      | 2022年09月20日 | 京都人の密かな愉しみ Blue 修業中「燃える秋(2)〜パンと結婚とオヤジ編」            | 短縮版 |
| 4      | 2022年09月21日 | 京都人の密かな愉しみ Blue 修業中「燃える秋(3)〜季節をいただく編」                | 短縮版 |
| 5      | 2022年05月28日 | 京都人の密かな愉しみ Blue 修業中 門出の桜                                        |        |

## 作品の評価
「企画性、映像の美しさ、構成、編集、すべてにおいて優れ」、「ドラマ、情報番組の要素もあって楽しませてくれた良質な番組」との評価を受け、2016年の第32回ATP賞テレビグランプリにおいてグランプリを受賞した。

### 受賞歴
- 第32回ATP賞テレビグランプリ グランプリ（ザ・プレミアム『京都人の密かな愉しみ』）[11]

## 関連商品
書籍
- 京都人の密かな愉しみ（著：NHK「京都人の密かな愉しみ」制作班、監修：源孝志、2018年3月14日、宝島社、ISBN 978-4-8002-8070-1）

DVD
- 京都人の密かな愉しみ DVD全5巻セット（2017年12月13日、NHKエンタープライズ、商品番号：22725AS）
- 京都人の密かな愉しみ Blue 修業中　送る夏（2018年12月21日、NHKエンタープライズ、商品番号：23478AA）
- 京都人の密かな愉しみ Blue 修業中　祝う春（2019年1月25日、NHKエンタープライズ、商品番号：23479AA）
- 京都人の密かな愉しみ Blue 修業中　祇園さんの来はる夏（2020年2月21日、NHKエンタープライズ、商品番号：24321AA）
- 京都人の密かな愉しみ Blue 修業中　燃える秋（2021年6月25日、NHKエンタープライズ、商品番号：25000AA）

## ロケ地
- 同志社大学 - 主人公・エドワードの勤務先である「洛志社大学」のモデル。一部ロケも行われた。
- 俵屋吉富 - 主人公・エドワードが住む町屋の隣にある有職和菓子屋「御菓子司 久楽屋春信」のモデル
- 雨宝院 - 主人公・エドワードが密かに恋心を寄せることになる沢藤三八子を見かけた場所
- 将軍塚 青龍殿 - 主人公・エドワードが早朝の京都を一望する場面に出てくる
- 粟田口 青蓮院門跡 - 主人公・エドワードが早朝の庭を眺める場面に出てくる
- 桔梗利 内藤商店 - 掃除に使う箒を文政年間から商う老舗女店主にインタビューする場面に出てくる
- あじき路地 - 門掃きを説明する場面に出てくる
- 京都府立植物園 - 「煎茶の深情け」のロケ地のひとつ
- 白河院跡
- 西陣、百々町（どどちょう）、室町通 - 主人公・エドワードが散策場面のロケ地のひとつ
- 片山家能楽・京舞保存財団 - 京舞 井上流五世家元にインタビューする場面に出てくる
- 泉涌寺 塔頭 雲龍院 - 「わたしの大黒さん」のロケ地のひとつ
- 下鴨神社 相生社 - 沢藤三八子が何やら結縁を祈願する場面に出てくる
- 下鴨神社 糺の森 - 沢藤三八子と謎の雲水とが人目を忍んで密会する場面に出てくる
- 相国寺 塔頭 瑞春院 - 「桐タンスの恋文」のロケ地のひとつ
- 妙心寺 塔頭 大法院 - 「桐タンスの恋文」のロケ地のひとつ
- 鹿王院 - 「桐タンスの恋文」のロケ地のひとつ
- 妙心寺 塔頭 衡梅院 - 沢藤三八子が年季茶会の有職和菓子の打ち合わせに訪れた
- 出町枡形商店街 - 主人公・エドワードがよく来る商店街
- 出町 ふたば - 沢藤三八子が秋に必ず栗餅を買う生菓子屋
- 千本釈迦堂 - 大根炊きを紹介する場面に出てくる
- 貴船神社 - 夏の茶会に用いる水汲みをする場面に出てくる
- 右源太 - 貴船の川床での夜咄の茶事の場面に出てくる
- 命婦稲荷社 - 「真名井の女」のロケ地のひとつ
- 鉄輪井 - 「真名井の女」のロケ地のひとつ
- 梨木神社 染井の水 - 「真名井の女」のロケ地のひとつ、湧き水
- 八坂神社 祇園神水 - 「真名井の女」のロケ地のひとつ、湧き水
- 市比賣神社（いちひめじんじゃ） - 「真名井の女」のロケ地のひとつ
- 天之真名井 - 「真名井の女」のロケ地のひとつ、湧き水
- 花背 美山荘 - 京都夏の家庭料理を調理する場面に出てくる
- 金戒光明寺 塔頭 永運院 - 夏に流し素麺をする地域催事の場面に出てくる
- 冷泉家 - 新しい松の井（御文庫に入る際の潔斎をする水などに使用）を紹介する場面に出てくる
- 錦天満宮 錦の水 - 錦天満宮にある湧き水
- 高瀬川源流庭苑 - 和食がんこ内にある七代目小川治兵衛作の庭で鴨川から取水する高瀬川の源
- 銅駝の水 - 銅駝會舘にある湧き水
- 直珈琲（なおこーひー） - 「珈琲夢譚」のロケ地のひとつ、コーヒ屋「滴」のモデル
- 晦庵河道屋 - 「珈琲夢譚」のロケ地のひとつ、兄弟が晩御飯を食べる蕎麦屋
- イノダコーヒ - 「珈琲夢譚」のロケ地のひとつ
- 妙心寺 塔頭 天球院 - 「珈琲夢譚」のロケ地のひとつ
- 御霊神社 - 夏の大祓神事である茅の輪くぐりの場面に出てくる相国寺北の上御霊神社
- 福寿稲荷神社 - 沢藤三八子と謎の雲水とが人目を忍んで密会する場面に出てくる上御霊境内にある神社
- 福寿園 - 沢藤鶴子が夏の挨拶に訪れた製茶会社で、この後 寺に戻る雲水を見かける
- 興聖寺 - 雲水はん（清哲）が修行している寺として登場
- ハンター邸 - エドワードがイギリスで暮らしていた家のロケ地
- 六甲山牧場 - エミリーとエドワードの故郷であるヨークシャーのロケ地
- 大覚寺 - 「月夜の告白」編でのロケ地の一つ

## 京都の家庭料理紹介
- 九条ねぎのぬた
- （グジと聖護院かぶの）かぶら蒸し
- 鱧皮と胡瓜の胡麻酢和え
- 万願寺唐辛子とトマトのすき焼き
- 骨正月の蒸し寿司
- 骨正月の粕汁
- 親子どんぶりとえびす講のはんぺん汁
- 鯛めしとだし巻のお弁当

### あっさりだけやあらしません
- ビフカツサンドとタマゴサンド
- おかゆ
- ひやし(きつね)カレーうどん